# Christian Christopher Zahrtmann
Christian Christopher Zahrtmann, född den 21 december 1793, död den 15 april 1853, var en dansk sjömilitär.
Zahrtmann blev löjtnant i flottan 1810 och deltog i striden vid Lyngør 1812, där han utmärkte sig så, att han trots sin ungdom dekorerades. Sedan 1819 var han under flera år sysselsatt vid gradmätningen och steg till direktör för sjökarteverket, i vilken befattning han förblev till sin död. 
Efter att ha blivit kaptenlöjtnant 1826 och adjutant hos kungen 1839 befordrades Zahrtmann till kommendörkapten 1843. Han stod i spetsen för marinministeriet april 1848-augusti 1850 och blev viceamiral. 
Zahrtmann gjorde sig under det livliga meningsutbytet om Danmarks försvar bemärkt genom en liten skrift 1831, vari han kraftigt hävdade flottans betydelse, och skrev ett par avhandlingar i dansk sjökrigshistoria. Han utarbetade också Den danske Lods (1843), en ypperlig beskrivning av de danska farvattnen.

## Utmärkelser
- Dannebrogsmännens hederstecken,  1828[7]
- Storkors av Dannebrogorden,  1850[8]

[Redigera Wikidata]